# Litóchoro
Litóchoro o Litójoro (griego: Λιτόχωρο, Λιτόχωρον), es una ciudad, así como una unidad municipal que pertenece al municipio de Dion-Olympos. Está situada en la parte meridional de la unidad periférica de Pieria, Grecia, y es famosa por estar al pie del monte Olimpo. La ciudad está a unos 90 km de Salónica, en el oeste del golfo Termaico. 
La primera mención registrada de Litójoro es cuando San Dionisio del Olimpo visitó el monte Olimpo. Litójoro es una ciudad popular para los que desean subir al monte Olimpo, porque casi todas las rutas que suben comienzan al sudoeste de Litójoro.

## Geografía física
Litójoro está situado a 22 kilómetros al sur de Katerini, a 90 kilómetros de Salónica, a 58 kilómetros al norte de Larisa y a 420 kilómetros de Atenas, al pie del este del Olimpo, de fama mitológica como El hogar de los doce dioses de Olimpo. Los pinos, cedros y abetos de los bosques del monte Olimpo crecen al sudoeste y al noroeste. Las tierras de labrantío predominan al norte. 

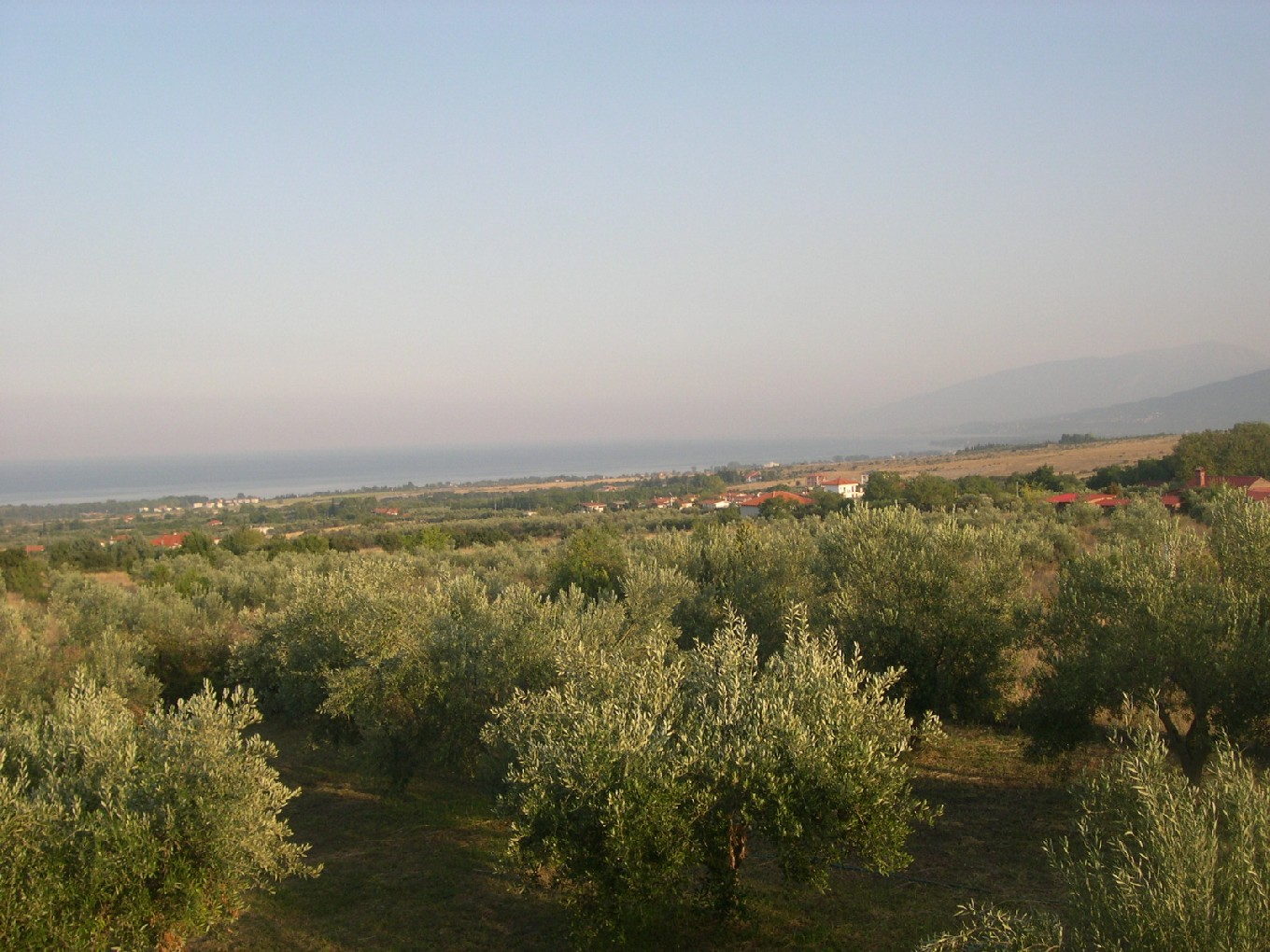
Vista de Plaka y del golfo Termaico.

## Plaka
Al este de la ciudad de Litóchoro hay una amplia área costera conocida como Plaka o Plaka Litojoru, que se extiende desde la base del monte Olimpo hasta el golfo Termaico, y desde Leptokaria en el sur hasta Gritsa en el norte. Una parte del camino nacional de la carretera E75 pasa por el área de Plaka, al sur de Litojoro. La costa consiste principalmente en playas arenosas. 

## Patrimonio
En Litójoro hay dos iglesias: San Nicolás en el centro y San Demetrio en el norte. Litojoro tiene uno de los cementerios más pintorescos de Grecia, conocido como San Atanasio (Άγιος Αθανάσιος, "Ágios Athanasios"), en el norte de la ciudad.